# Otto Zurmühle
Otto Zurmühle (* 2. Juli 1894 in Luzern; † 19. Dezember 1974 in Luzern) war ein Schweizer Musikpädagoge, Dirigent und Arrangeur.

## Leben
Zurmühle besuchte in Luzern das Lehrerseminar. Er absolvierte im Jahr 1914 das Primarlehramtdiplom und erlangte im nächsten Jahr das Diplom für das Sekundarlehramt. Er unterrichtete an den Luzerner Stadtschulen in den Jahren 1914 bis 1964, ab 1945 übernahm er parallel dazu am Luzerner Konservatorium einen Lehrauftrag für Instrumentenkunde und Blasmusikinstrumentation. Ab 1946 dirigierte er darüber hinaus noch das Luzerner Stadtmusikkorps und das Surseer Musikkorps. Er wurde besonders durch Arrangements für Blasorchester bekannt, publizierte in Musikzeitschriften, und verfasste das Unterrichtswerk Der Blasmusik-Dirigent. Ab 1935 war er ständiger Mitarbeiter der Schweizerischen Blasmusik-Zeitung.

## Werke
- Otto Zurmühle: Der Blasmusik-Dirigent : Ein Leitfaden für die praktische und theoretische Ausbildung des Blasmusik-Dirigenten. Verlag E. Ruh, Adliswil bei Zürich 1950
- Otto Zurmühle, Luzerner Kantonal-Musikverband: 50 Jahre Luzerner Kantonal-Musikverband: Gedenkschrift zum 50jährigen Bestehen, 1892–1942. Räber Verlag, 1942